# Rochester Hills
Rochester Hills è una città degli Stati Uniti d'America, nella Contea di Oakland, nello Stato del Michigan. È un sobborgo settentrionale di Detroit.
Forma con le contigue Rochester e Oakland, un unico nucleo urbano che si riconosce comunemente con il semplice nome di Rochester.